# Musée national d'art Mikalojus-Konstantinas-Čiurlionis
Le musée national d'art Mikalojus-Konstantinas-Čiurlionis (lituanien : M. K. Čurļoņa Nacionālais mākslas muzejs), est situé à Kaunas. Il chapeaute un ensemble de musées en Lituanie, comme celui du Palais présidentiel historique de Kaunas.

## Histoire
Créé en 1921 en style art déco il est dédié à Mikalojus Konstantinas Čiurlionis.

## En images

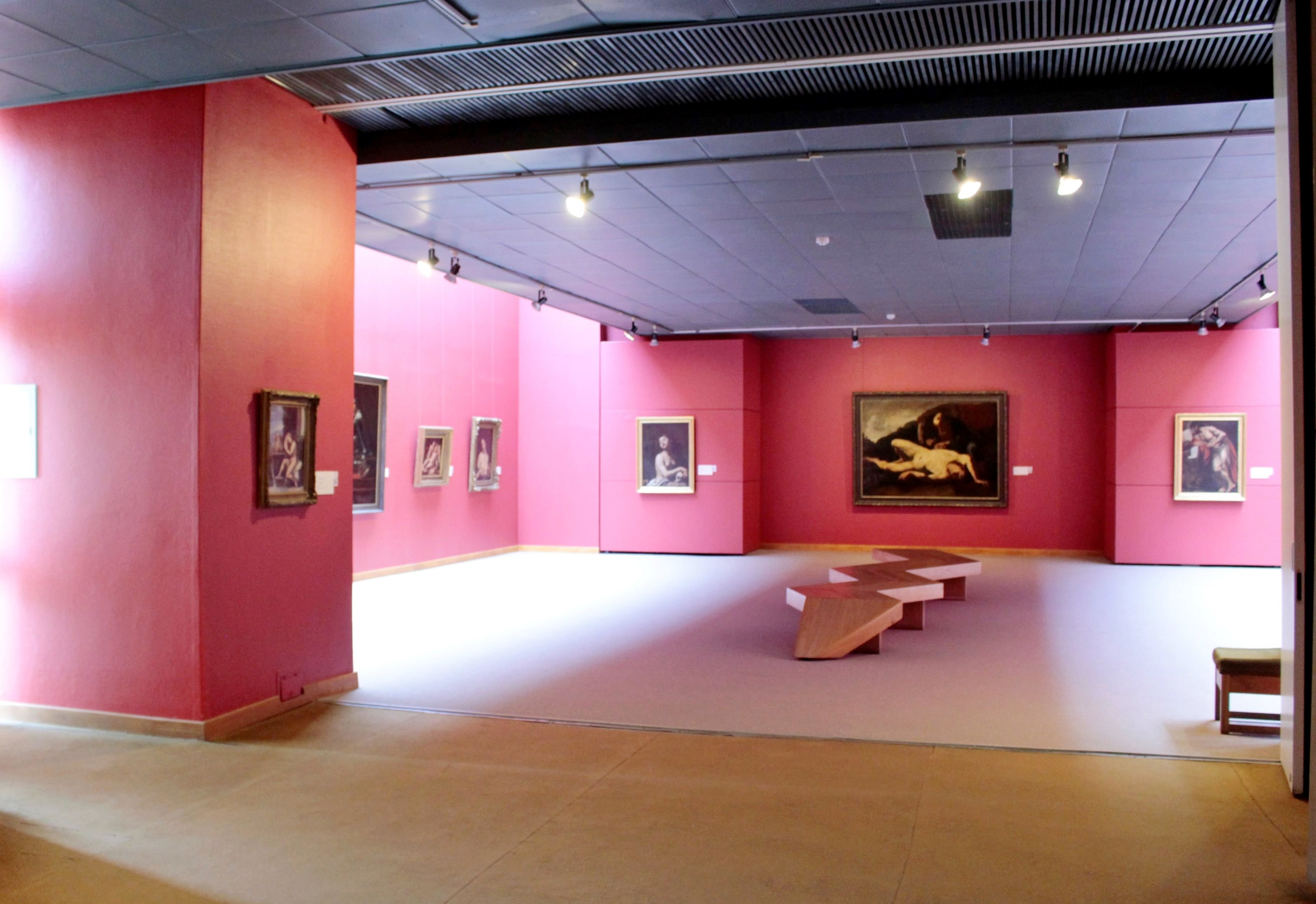
Le fonds Zilinsko.
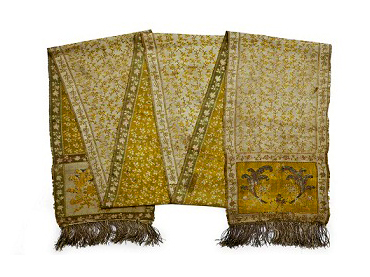
Tissus lituanien.
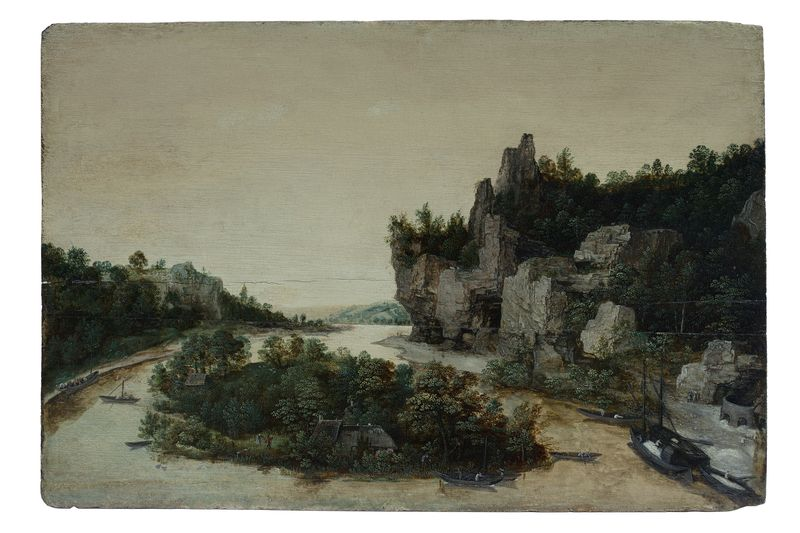
Bord de rivière par Lucas van Valckenborch.
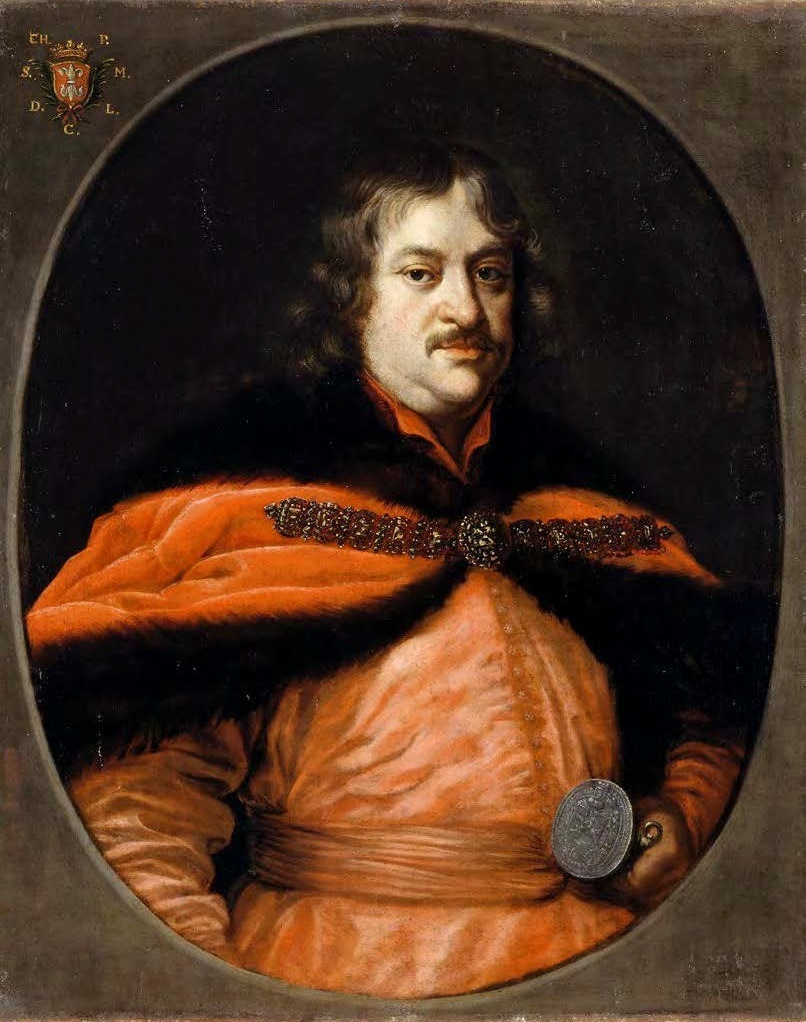
Christophe Zigmunt par Daniel Schultz.